# مارک ساپارا
مارک ساپارا (انگلیسی: Marek Sapara؛ زادهٔ ۳۱ ژوئیهٔ ۱۹۸۲) یک بازیکن فوتبال اهل اسلواکی است.
وی همچنین در تیم ملی فوتبال اسلواکی بازی کرده‌است.